# Tumba de Panehesy
.

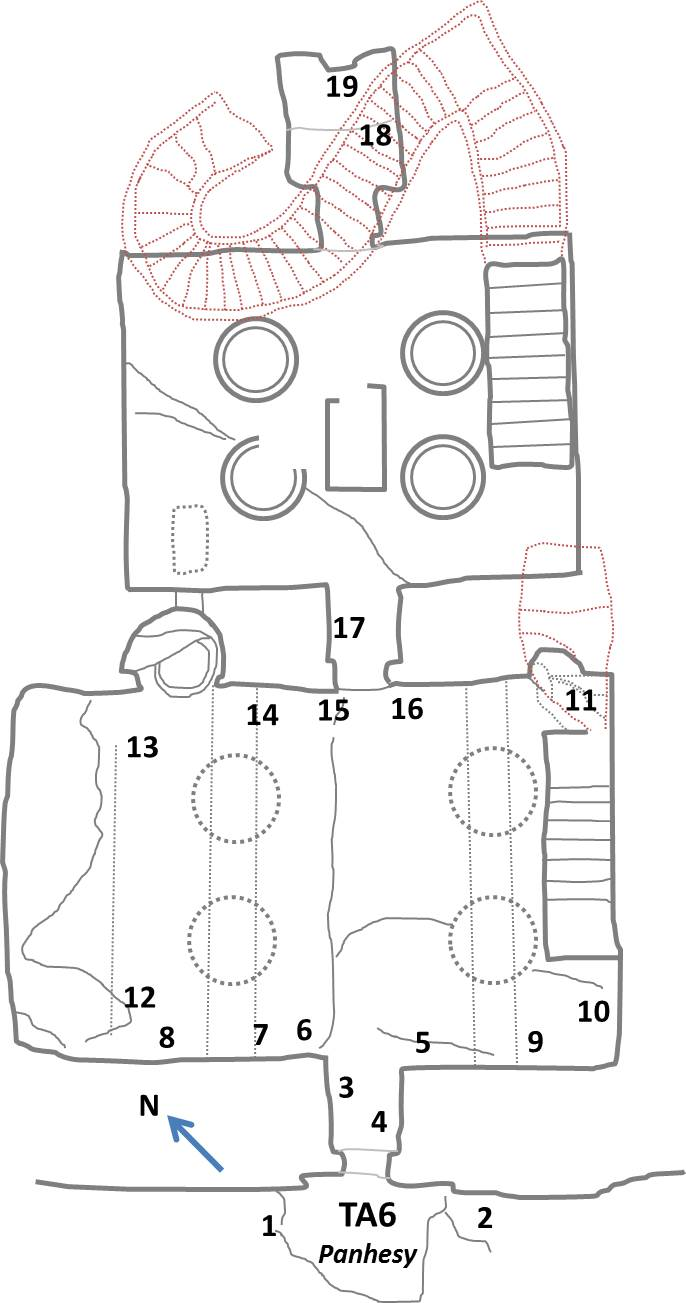
Plano de la tumba de Panehesy.

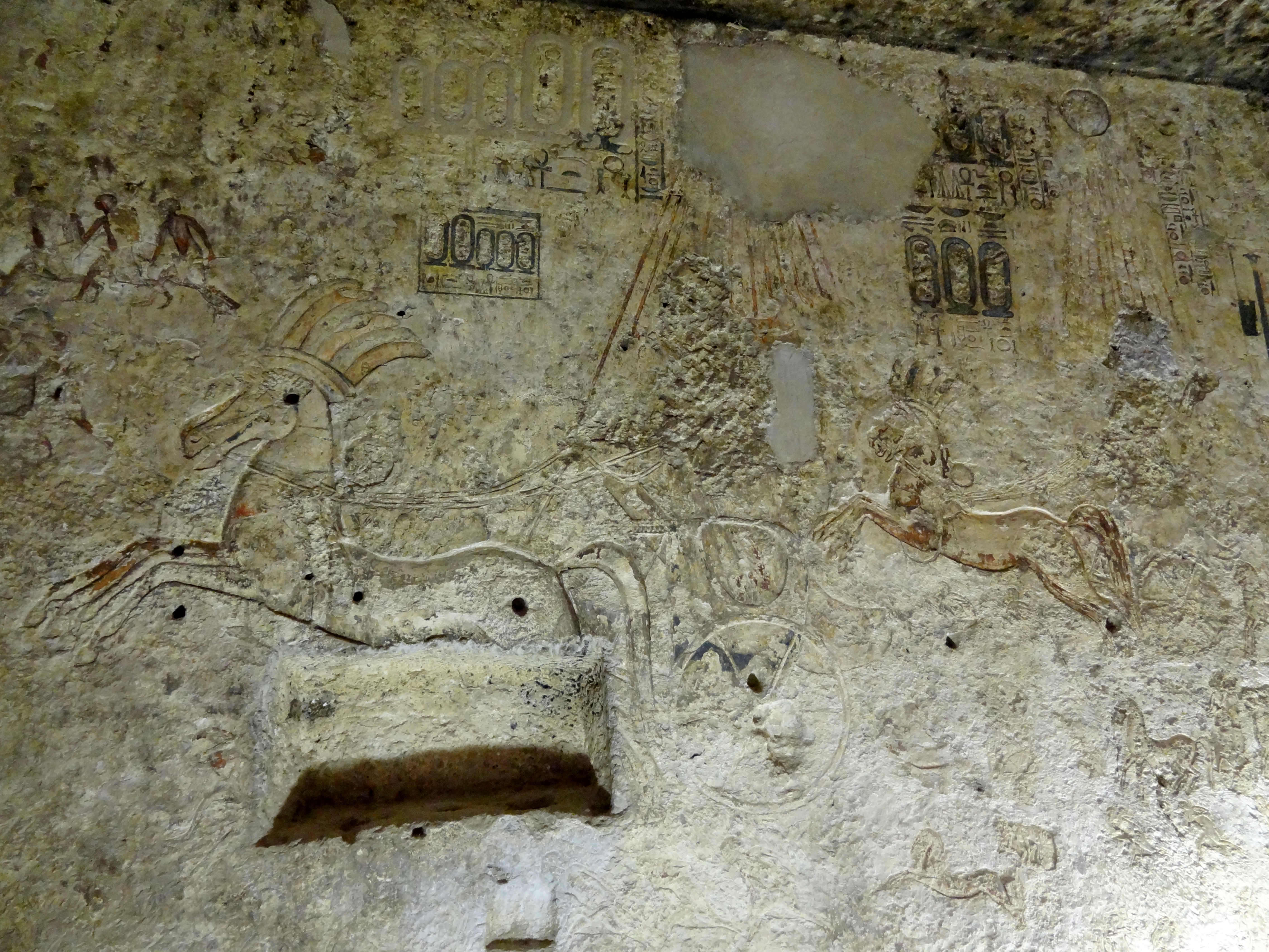
Escenas desfiguradas de Ajenatón y Nefertiti en la tumba.

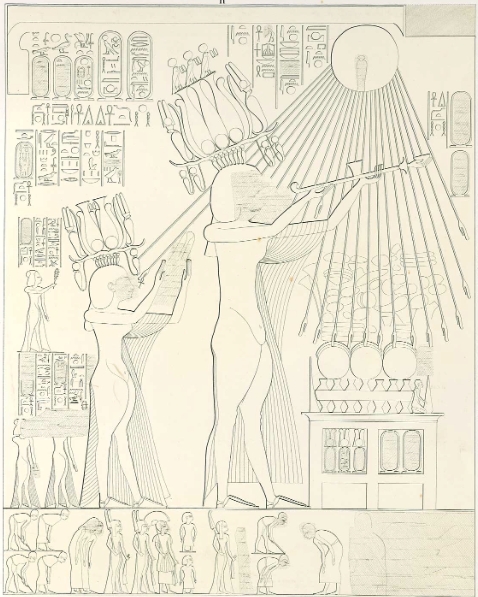
Ajenatón y Nefertiti haciendo ofrendas a Atón. De la tumba de Panehsy en Amarna. Lepsius.

La tumba de Panehesy (también Panehsy, Panehesi) es una tumba situada en el norte de Amarna, en la necrópolis de los nobles, Alto Egipto. 
Fue erigida en honor del noble Panehesy ("siervo de Atón"), que ostentaba los títulos de Primer servidor de Atón en la casa de Atón en Ajetatón, Segundo profeta del Señor de las Dos Tierras Neferjeperura-Uaenra (Ajenatón), Portador del sello del rey del Bajo Egipto, Supervisor del almacén del Atón en Ajetatón y Supervisor del ganado del Atón en Ajetatón.

## Descripción
La tumba de Panehesy (TA6) forma parte de las tumbas septentrionales de Amarna. Estas tumbas son generalmente más grandes que las denominadas tumbas del sur. Su complejo funerario es una de las tumbas privadas más grandes de este período. Al igual que la tumba de Merira, es conocida por las representaciones del templo del Atón.
La tumba de Panehesy contiene tanto escenas de él y su familia como otras que muestran a la familia real, aunque sus restos nunca han sido identificados. 
La tumba ha sufrido daños a causa de los iconoclastas. Las imágenes de Ajenatón y Nefertiti han sido desfiguradas y la mayoría de los nombres han sido eliminados.
En épocas posteriores, su tumba se convirtió durante un tiempo en un lugar de culto copto, sufriendo daños. Ante el ábside se colocó una pila profunda para la inmersión total.

## Estructura y decoración

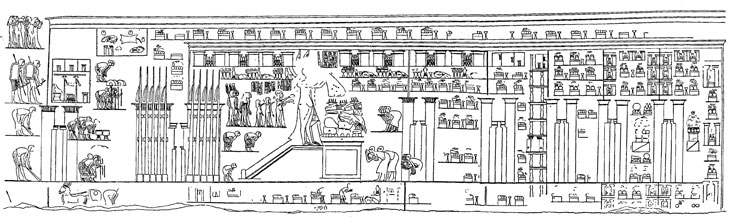
Visita real al templo del Atón. Pared oeste de la tumba de Panehesy.

La tumba consta de dos partes. Hay una capilla funeraria excavada en la roca, que también está parcialmente decorada con relieves. Desde allí hay una escalera que conduce a la cámara funeraria propiamente dicha. Esta parte de la tumba nunca se completó. Se construyó una escalera, pero no se talló en la roca ninguna cámara funeraria.
La capilla funeraria consta de dos salas, cada una decorada con cuatro columnas. En la pared del fondo de la segunda sala hay un nicho. Como en todas las tumbas de Amarna, las representaciones del rey Ajenatón y su familia ocupan un gran espacio. En esta tumba, sólo están decoradas la primera sala y el nicho de la segunda. 
Las representaciones murales son especialmente notables, ya que muestran el templo del dios Atón en el lado oeste de la sala. La pareja real aparece uno al lado del otro sobre una plataforma elevada ante un altar. Nefertiti aparece a la izquierda del rey y sólo se la indica con un contorno. Parece que están vertiendo algo sobre el altar. Meritatón ofrece panes, mientras sus dos hermanas agitan un sistro. Las princesas están acompañadas por dos ayas y tres asistentes.
En la pared este hay una representación de la pareja real haciendo un viaje en su carro. La pared norte de la sala está muy dañada, ya que en ella se talló un ábside en época cristiana. Los restos que se conservan muestran a la pareja real adorando al Atón. El rey, sostiene un plato con ofrendas y la reina , detrás, levanta las manos como señal de adoración o posiblemente, ofreciendo flores o comida
El nicho de la pared del fondo de la segunda sala muestra a Panehesi y su esposa delante de una mesa de ofrendas.
En uno de los techos, Panehesy menciona haber recibido oro del rey por haber hecho algo grande por su dama, la hija del rey.

## Reocupación cristiana
La tumba se utilizó como iglesia en época copta y desde entonces se ha decorado parcialmente con símbolos cristianos como cruces rojas, palomas o un águila.